# Charles-François Abra de Raconis
Pour les articles homonymes, voir Abra.
Charles-François Abra de Raconis (vers 1580 au château de Raconis (Gambais)   - 16 juillet 1646,) était un professeur de philosophie et de théologie, aumônier et prédicateur du roi, puis évêque de Lavaur en mai 1639.

## Biographie
Charles-François est issu d'une famille originaire du Piémont installée en France au cours de la première moitié du XVIe siècle. 
Son père François s'établit à Sedan. Il est naturalisé en 1547 et se convertit au Calvinisme. Il est actif dans la diplomatie du parti huguenot. Il laisse une importante descendance tant catholique que protestante de ses trois unions. De sa troisième union avec Rachel Bochard, naîtra l'évêque de Lavaur.
Les Abra de Raconis s'intègrent dans le milieu des grandes familles d'officiers parisiens et peu à peu dans le parti dévot. 
Charles François naît donc protestant vers 1590. Il abjure le calvinisme très jeune sous l'influence du parent de sa belle-sœur François de Sales. 
Il fait ses études à l'université de Paris et obtient sa licence en 1618 rapidement suivi par un doctorat. Il enseigne pendant de nombreuses années comme professeur de philosophie, dès l'âge de 19 ans selon Guillaume Doyen.
Ordonné prêtre vers 1616, il reçoit la cure de Courville dans le diocèse de Chartres dans laquelle il se fait remarquer comme prêcheur. Il devient aumônier et prédicateur du roi Louis XIII et de son épouse. Il est ensuite un des piliers de la congrégation de la propagation de la foi au cours de la décennie 1630. Il fut l'ami de Richelieu, qu'il soutient en combattant les jansénistes, Saint-Cyran en particulier. Il est raillé par Boileau dans Le Lutrin et Richard Simon rapporte que Richelieu lui donnait de temps en temps « un texte bizarre pour prêcher devant lui sur le champ, dans une chambre où il s'enfermait exprès. Ce Docteur qui était payé pour faire rire le Cardinal disait cent impertinences ». Selon Tallemant des Réaux, qui lui consacre une de ses Historiettes, « une de ses plus belles qualités était de bien jouer au ballon » avec le Cardinal,.
Il est nommé évêque de Lavaur en juin 1636. Confirmé en janvier 1639 et consacré en mai suivant. Se faisant une haute idée des prérogatives de sa charge et de la protection du Cardinal, il prend un page se fait réserver l'usage exclusif de la porte de Lavaur voisine de son palais épiscopal. Sa santé précaire et son peu d'appétence pour un diocèse lointain l'incitent à tenter de résigner son siège épiscopal dès 1644. Il meurt le 10 juillet 1646.

## Œuvres
- Le Bandeau des ministres presenté au roy, Paris, I. Mesnier, 1620 [lire en ligne].
- Totius Philosophiae hoc est Logicae, Moralis Physicae et Metaphysicae : brevis & accurata tractatio, Paris, Denis de la Noüe, 1617 [lire en ligne]  — Deuxième édition revue et augmentée, Paris, Denis de la Noüe, 1626 [lire en ligne].
- Tertia pars theologiae continens tractatum de divini Verbi Incarnatione, & Sacramentis, Paris, Denys de la Noüe, 1618.
- Metaphisica seu Prima ac suprema scientia : nuper accuratius quam autehac composita & numeris omnibus absoluta, Paris, Denys de la Noüe, 1624 [lire en ligne].
- Oraison funèbre sur le trespas de feu Monseigneur le Mareschal de Schomberg / . Prononcée en l'église du prieuré de Nantheuil, le jour de son enterrement, Paris, 1633 [lire en ligne].
- Universae philosophiae compendium, Paris, M. Henault , 1637 [lire en ligne].
- Discours funebre panegyrique et historique, sur la vie et vertus, la maladie et la mort du roy tres-chrestien Louys le Juste . Prononcé le 19. & 20. juin aux services solennels qui furent faits en l'église des RR. PP. de l'Oratoire du Louvre, Paris, N. Talon, 1643 [lire en ligne].
- Examen et jugement du livre de la "Fréquente communion" fait contre la fréquente communion, et publié sous le nom du sieur Arnauld, Paris, S. et G. Cramoisy, 1644 [lire en ligne]  — critique de l'ouvrage de théologie d'Antoine Arnauld intitulé De la fréquente communion.
- Continuation des examens de la doctrine du feu abbé de S. Cyran et de sa cabale, pour servir de réponse au livre de la "Tradition de l'Église", publié sous le nom du sieur Arnauld, Paris, M. et J. Henault, 1645.
- La primauté et souveraineté singulière de sainct Pierre, prouvée par l'Escriture, par les conciles, Paris, M. et J. Henault, 1645 [lire en ligne].
- Brève anatomie du libelle anonyme intitulé "Response au livre de Monsieur l'Evesque de La Vaur, &c." par Messire Charles-François d'Abra de Raconis, Paris, M. et J. Henault, 1645 [lire en ligne].
- Declaration de Monsieur l'evesque de L'Avaur, touchant une lettre supposée par luy escrite à N. S. Pere le Pape & presentée à Messeigneurs de l'Assemblée du clergé de Francer . Avec la veritable lettre qu'il luy a envoyee, & la responce tres-favorable... qu'il a pleu à Sa Sainteté de luy envoye, Paris, L. Boulanger, 1646 [lire en ligne].